# Cmentarzysko przy ul. Wodnej w Poznaniu
Cmentarzysko przy ul. Wodnej w Poznaniu – wczesnośredniowieczne cmentarzysko szkieletowe zlokalizowane w Poznaniu na terenie ulicy Wodnej, przy jej skrzyżowaniu z ul. Ślusarską. 
Odkrycia cmentarzyska dokonano przypadkowo, podczas prac wodociągowych w lutym i marcu 1993. Odnaleziono łącznie dziesięć szkieletów ludzkich leżących na głębokości 3–3,5 metra pod poziomem nawierzchni. Jeden za szkieletów został naruszony podczas lokowania nieokreślonego obiektu XIV-wiecznego. Rozmieszczenie poszczególnych pochówków świadczy o tym, że wchodzić one mogły w obręb trzech skupisk grobowych. Z uwagi na fakt, że większość tej nekropolii znajduje się pod kamienicami po obu stronach ulicy, nie jest możliwe dokładne zrekonstruowanie całego założenia. 
Cmentarz założony był na drugiej terasie zalewowej Warty, a zmarłych chowano w jamach grobowych o wymiarach 1,5–2×0,5–0,6 metra zbliżonych (w rzucie poziomym) do czworokąta. Kładziono ich w pozycji na wznak, z wyprostowanymi nogami i rękoma (wzdłuż tułowia). 9 spośród 10 szkieletów leżało na osi wschód-zachód (czasem z małymi odchyleniami). Dwóch zmarłych leżało z głowami na potylicy, a pozostali z głowami zwróconymi na zachód, południe, północny zachód, lub północny wschód. W dwu grobach stwierdzono istnienie pozostałości konstrukcji drewnianych, przypominających trumny. W sześciu grobach odkryto różne wyposażenie (w czterech był to tylko jeden przedmiot). Były to żelazne noże, żelazne groty strzał, kabłączki skroniowe i kolia złożona z żółtych, zielonych oraz niebiesko-granatowych, szklanych paciorków. Powyższe mogło świadczyć, że pochowano tu osoby z wyższej warstwy społecznej. Z mężczyzn mogli to być np. tzw. włodykowie, czyli tarczownicy (u Galla Anonima – clipeati) związani z grodem na Ostrowie Tumskim. 
Ułożenie zwłok oraz wyposażenie grobów są typowe dla rytuału pogrzebowego ludności Polski wczesnopiastowskiej i może być datowane na 2. połowę X i 1. połowę XI wieku. Cmentarzysko znajduje się pod późniejszymi warstwami osadniczymi, powstałymi w XIII–XIV wieku, po lokacji Poznania na lewym brzegu Warty (1253).
Ludność zamieszkująca osadę, do której należał cmentarz, była najprawdopodobniej schrystianizowana, a sama osada była satelicka wobec grodu na Ostrowie Tumskim. Znajdowała się ona w rejonie ulicy Wszystkich Świętych. Cmentarz nie miał charakteru przykościelnego, ale był w kręgu oddziaływania katedry poznańskiej i tamtejszego ośrodka kultowego. Większość zmarłych zorientowana był głowami w stronę tego kościoła. 
Cmentarzysko jest cennym źródłem dla badań aglomeracji poznańskiej w czasach pierwszych Piastów.